# Amok (Zweig)
Amok (Der Amokläufer) è uno dei racconti più celebri dello scrittore austriaco Stefan Zweig pubblicato per la prima volta in lingua tedesca nel 1922 e in una prima edizione in lingua italiana nel 1930.

## Trama

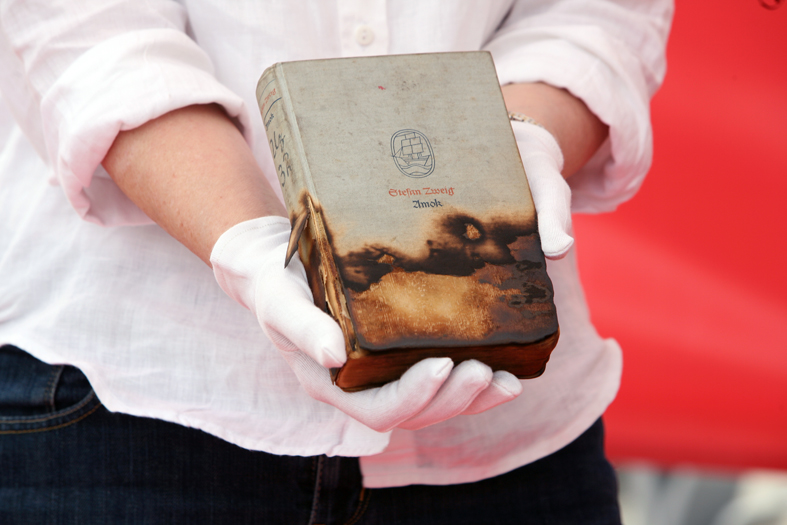
Copia sopravvissuta di un Bücherverbrennungen, i roghi dei libri della Germania nazista nel 1933

Il racconto è sotto forma della narrazione in prima persona di un viaggio da Calcutta a Napoli in qualità di passeggero sulla nave Oceania nel 1912. Mentre passeggiava di notte sul ponte, l'io narrante incontra un uomo che sembra evitare qualsiasi contatto con gli altri passeggeri, appare anzi estremamente preoccupato, quasi spaventato. La notte successiva, il narratore incontra nuovamente l'uomo il quale, dopo un primo momento di ritrosia, comincia presto a confidarsi col narratore raccontando la sua storia.
Era un buon medico tedesco di Lipsia, che aveva rovinato la propria carriera per trascorsi poco edificanti e aveva accettato di praticare per sei anni la medicina in una remota località delle Indie orientali olandesi. Un giorno bussa inaspettatamente alla sua porta la moglie inglese di un mercante olandese; vorrebbe interrompere una gravidanza non desiderata offrendo al medico una notevole somma di danaro. Il medico, colpito dal carattere arrogante e distaccato della donna, ha improvvisamente un accesso di bramosia amorosa che lo stesso medico paragona all'amok, la follia omicida che afferra all'improvviso gli abulici indigeni della Malaysia costringendoli a correre come invasati e ad uccidere tutti coloro che incontrano sul loro cammino. Il medico rifiuta il danaro e risponde che eseguirà l'aborto in cambio di rapporti sessuali.
La signora si indigna, manifestando il suo disprezzo; ossessionato, il medico si precipita a inseguire la donna fino alla sua abitazione. Quando infine le offre il suo aiuto invocando il suo perdono, la signora è ormai moribonda per essere ricorsa a una "mammana" indigena. Il medico si impegna a fare tutto il possibile perché, come desiderava la signora, il marito non conosca la vera causa della morte; riesce a far emettere un falso certificato di morte e, quando il marito dispone che il cadavere sia trasportato in Europa, credendo che il marito voglia far praticare una autopsia, accompagnerà di nascosto il feretro sulla nave. Più tardi, nel porto di Napoli, il medico perderà la vita per salvare l'onore della morta.

## Edizioni
Il racconto è apparso la prima volta nel 1922 sul giornale Neue Freie Presse; fu pubblicato in volume poche settimane più tardi, nella raccolta di novelle Amok: Novellen einer Leidenschaft. Una edizione in lingua italiana venne approntata già nel 1930 dalla Sperling & Kupfer, con la traduzione di Enrico Rocca, amico di Zweig. Una nuova traduzione, ad opera di Emilio Picco, venne edita nel 1992 da Frassinelli; la stessa traduzione è utilizzata dalla Adelphi.
- Amok: Novellen einer Leidenschaft, Leipzig: Insel-Verlag, 1922
- Amok; versione di Enrico Rocca, Collezione Narratori nordici n. 7, Milano: Sperling & Kupfer, 1930
- Amok e altri racconti di lucida follia; traduzione di Emilio Picco, Milano: Frassinelli, 1992, ISBN 88-7684-215-2, ISBN 978-88-768-4215-3
- Amok; traduzione di Emilio Picco, Piccola biblioteca Adelphi n. 509, Milano: Adelphi, 2004, ISBN 88-459-1857-2, ISBN 978-88-459-1857-5 (IV ed. 2009)

## Adattamenti
- Amok - film del 1934 diretto da Fëdor Ozep
- Amok - film del 1944 diretto da Antonio Momplet
- Amok - film del 1982 diretto da Souheil Ben-Barka
- Amok - film del 1993 diretto da Joël Farges